# Леки крайцери тип „Блас де Лесо“
Блас де Лесо (на испански: Blas de Lezo) са серия леки крайцери на Испанския флот. Всичко от проекта са построени 2 единици: „Мендес Нунес“ (на испански: Mendes Nunes) и „Блас де Лесо“ (на испански: Blas de Lezo). Развитие на британския проект „Каледон“.

## Конструкция
Имайки едва 6 оръдия с калибър 152 мм (от които в бордовия залп могат да вземат участие само 4) и скорост от 29 възела, тези крайцери вече към началото на 30-те години се считат за стари.

## История на службата
„Мендес Нунес“ – заложен на 28 февруари 1917 г., спуснат на вода на 3 март 1923 г., влиза в строй през май 1925 г.
„Блас де Лесо“ – спуснат на вода на 27 юли 1922 г., влиза в строй през март 1925 г.
„Мендес Нунес“ е преустроен като крайцер ПВО през 1944 г. Той е превъоръжен с 8 – 120 мм зенитни оръдия Vickers в единични установки, 4×2 37 мм и 2×4 20 мм немски зенитни автомата. Надстройките са изцяло променени и той е снабден с модерна система за управление на стрелбата. Торпедните апарати са свалени.

## Коментари
1. ↑  Всички данни са към момента на влизане в строй.